# Usedomer Bäderbahn
De Usedomer Bäderbahn GmbH (UBB) is een Duits vervoersmaatschappij en spoorwegbeheerder van de spoorlijnen op het eiland Usedom. Het is een volle dochteronderneming van de Deutsche Bahn AG. Het hoofdkantoor van de UBB is gevestigd in de badplaats Seebad Heringsdorf. De onderneming bestaat sinds 1994.
De spoorlijnen op het eiland Usedom zijn: Zinnowitz - Peenemünde, Wolgast Fähre - Heringsdorf en Heringsdorf - Świnoujście Centrum. Tevens beheert de UBB op het vasteland van de deelstaat Mecklenburg-Voor-Pommeren de spoorlijnen Züssow - Wolgast en Velgast - Barth. 
Diverse UBB treinen rijden vanuit Usedom en Barth over de spoorlijnen Züssow - Stralsund en Stralsund - Velgast (de Vorpommernbahn) door naar Stralsund.

## Geschiedenis

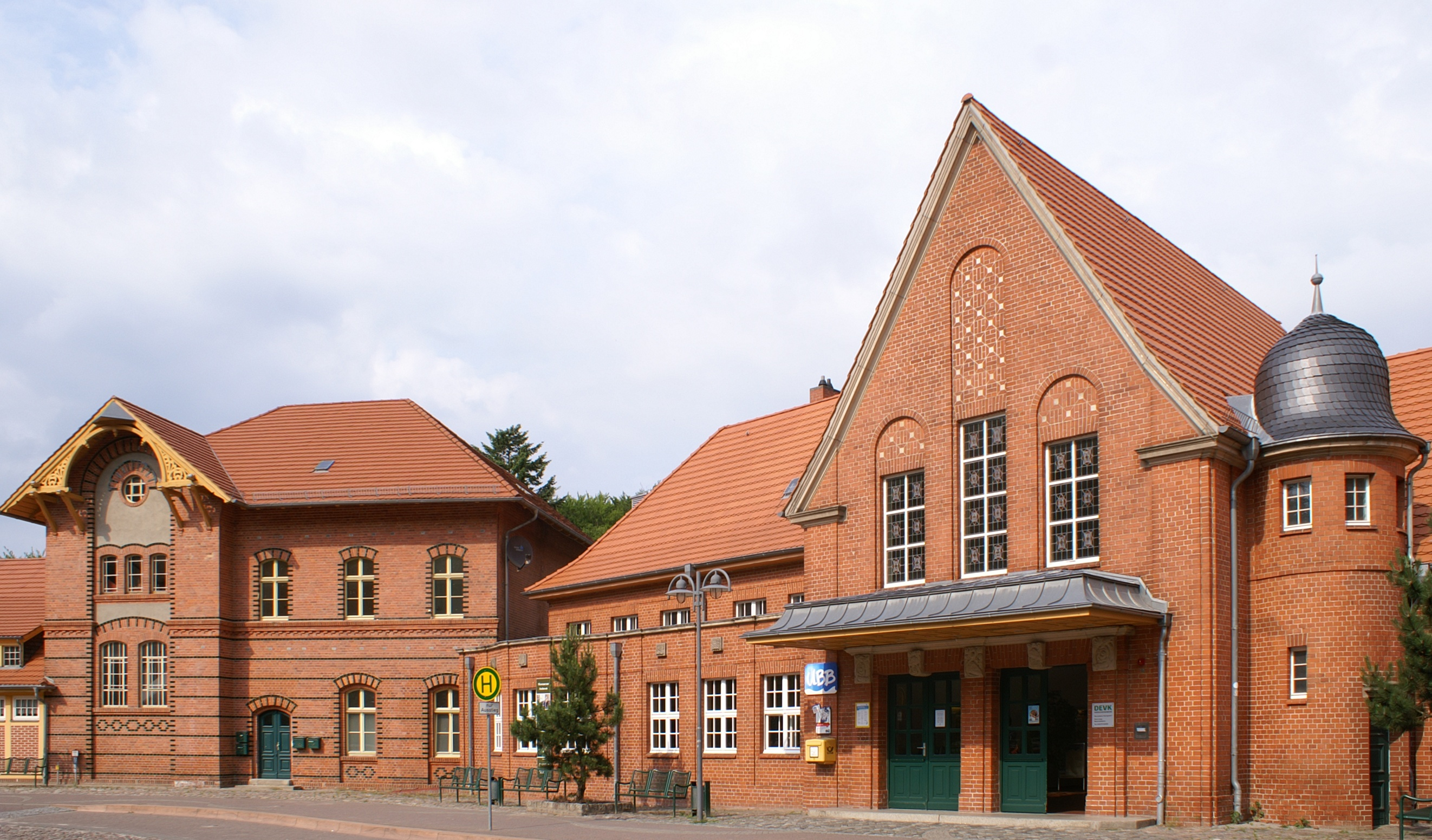
Station Heringsdorf, in 1894 gebouwd (linker deel) en na 1900 uitgebreid (rechter deel) (2012)

De Usedomer Bäderbahn werd in 1994 als 100% dochtermaatschappij van de Deutsche Bahn opgericht en is gevestigd in station Seebad Heringsdorf in de gemeente Heringsdorf. Op 1 juni 1995 nam de UBB de beide spoorlijnen Peenemünde - Zinnowitz en Wolgaster Fähre - Seebad Ahlbeck volledig over van de Deutsche Bahn. Met het gereedkomen van de gecombineerde weg- en spoorbrug in Wolgast in 2000 werd de voormalige aftakking van Züssow naar Wolgast Hafen eveneens volledig overgenomen, waarbij station Züssow niet in het beheer van UBB kwam maar bij de Deutsche Bahn bleef.
De spoorlijnen werden en worden volledig vernieuwd en met nieuwe beveiligingstechniek uitgerust. Bij de nieuwe dienstregeling in december 2002 kwam de exploitatie van de stoptreinen op de spoorlijn Barth - Stralsund evenals Züssow - Stralsund daarbij, waarbij de infrastructuur van het deeltraject Velgast - Barth (zogenaamde Darßbahn) van DB Netz gekocht. 
Gelijk bij het begin van de exploitatie door UBB werd er een vaste dienstregeling ingevoerd. De hoofdlijn Wolgaster Fähre - Ahlbeck en de zijlijn Peenemünde - Zinnowitz werd elk uur bereden. Kort daarna werd op de hoofdlijn een 30 minuten dienst gestart in het seizoen.
Met de overname van de vastelandspoorlijn naar Züssow werd de 30 minuten dienst tot Wolgast Hauptbahnhof uitgebreid en een uurfrequentie tot Züssow gereden. In de jongste jaren kon UBB de exploitatie uitbreiden. De treinen naar Seebad Ahlbeck beginnen al (elke twee uur) in Stralsund (in het andere uur bestond er aansluiting in Züssow van en naar Stralsund) en bedienen alle haltes onderweg. Op de spoorlijn Velgast naar Barth nam de UBB alleen de exploitatie van de treindienst over.
Na een aanbesteding door de Verkehrsgesellschaft Mecklenburg-Vorpommern (VMV) werd de concessie van het eiland Usedom vanaf december 2017 voor 13 jaar bij DB Regio Nordost ondergebracht. Voor de inziet worden hier de al bekende treinstellen van het type Stadler GTW gebruikt. De verbinding tussen Züssow en Stralsund blijft voor twee jaar onderdeel van de concessie. Vanaf december 2019 wordt de verbinding ondergebracht in de nieuwe concessie "Netz Ostseeküste". Het beheer van de spoorlijnen blijft in handen van de Usedomer Bäderbahn, waarbij de ondertussen in gang gezette scheiding van beheerder en vervoerder (vergelijkbaar met NS en ProRail) afgerond werd. Het rijdend personeel van de UBB is sinds 2013 bij DB Regio in dienst.

## Beheer en verbindingen

### Stralsund - Velgast - Barth
| Serie | Treinsoort   | Route                           | Bijzonderheden                 |
| ----- | ------------ | ------------------------------- | ------------------------------ |
| RB 25 | Regionalbahn | Stralsund Hbf – Velgast – Barth | Vorpommernbahn 1x per twee uur |

Van Barth via Kenz en Saatel tot Velgast rijdt als Vorpommernbahn genoemde Regionalbahn van de UBB over een enkelsporige, voormalig geëlektrificeerde spoorlijn. De spoorlijn Velgast - Barth, ook welk bekent onder de naam Darßbahn, is eigendom van UBB sinds 2002. Doordat de UBB alleen dieseltreinen inzetten, werd de hier geïnstalleerde bovenleiding overbodig en in 2005 afgebroken. Van Velgast via Kummerow, Martensdorf en Stralsund-Grünhufe tot Stralsund Hbf rijdt de trein over de geëlektrificeerde hoofdlijn Rostock - Stralsund van DB Netz. 

### Stralsund - Züssow - Heringsdorf - Świnoujście (Swinemünde)
| Serie | Treinsoort   | Route                                                                                                | Bijzonderheden                     |
| ----- | ------------ | --- | ---------------------------------- |
| RB 23 | Regionalbahn | Stralsund Hbf – Greifswald – Züssow – Wolgast – Zinnowitz – Seebad Heringsdorf – Świnoujście Centrum | 1x per twee uur Stralsund - Züssow |

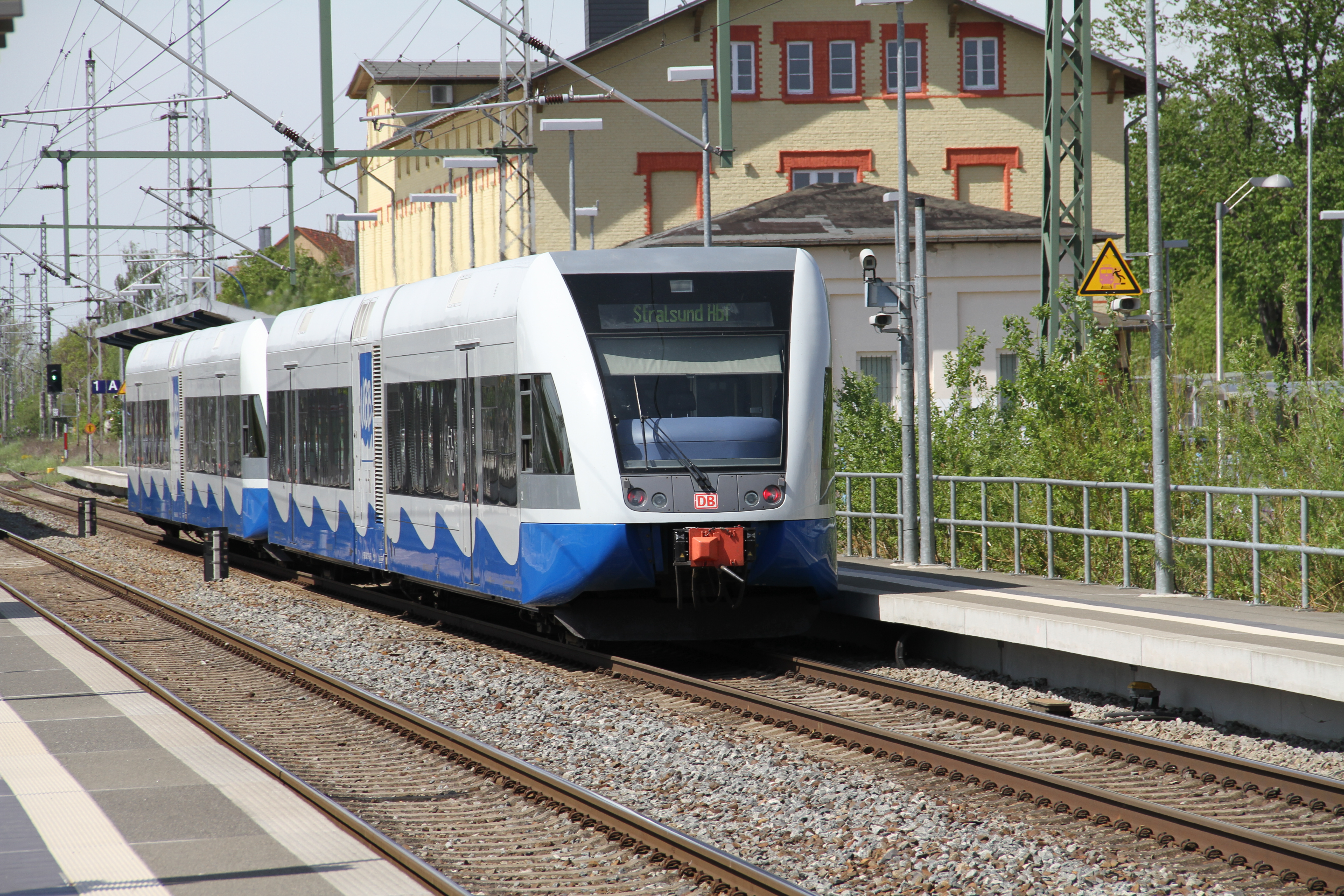
Twee UBB-treinstellen op weg naar Stralsund in station Greifswald (2012)

De lijn wordt van Stralsund tot Züssow elke twee uur bediend, vanaf daar tot Świnoujście (Swinemünde) elk uur. In de zomer bestaat tussen Wolgast en Świnoujśie Centrum een halfuurfrequentie, tussen Stralsund en Wolgast een scheve uurfrequentie, zodat elke tweede trein op alle haltes stopt. Van Stralsund via Wüstenfelde, Miltzow, Jeeser, Greifswald, Greifswald Süd en Groß Kiesow tot uiteindelijk Züssow rijden de treinen op de geëlektrificeerde hoofdlijn Berlijn - Pasewalk - Stralsund van DB Netz. In Züssow begint de eigen infrastructuur van de UBB, namelijk de spoorlijnen Züssow - Wolgast, Wolgast - Heringsdorf en Heringsdorf - Świnoujście. 
Op de sinds 1989 geëlektrificeerde spoorlijn Züssow - Wolgast Hafen werd eveneens bij de exploitatiestart van de UBB de bovenleiding gedemonteerd. Zo werd in totaal sinds de overname van de spoorlijnen door UBB 39 kilometer lengte aan bovenleiding verwijderd. De werkzaamheden voor de verlenging over de Poolse grens naar Świnoujście begon officieel met een ceremonie aan de grens op 5 oktober 2007. De spoorlijn kwam eind maart 2008 gereed, moest toen nog daarna door diverse goedkeurings- en afnameprocedures van beide staten doorlopen waardoor de opening van de lijn vertraagde. Bijna precies elf jaar na de herbouw van het eerste trajectdeel, Seebad Ahlbeck - Ahlbeck Grenze (2,5 km), rijdt de Usedomer Bäderbahn sinds 20 september 2008 tot het voorlopige eindpunt Świnoujście Centrum, waar er een nieuwe woonwijk ontstond.
Op 2 juni 2011 werd in kader van de festiviteiten rond het honderdjarige bestaan van de spoorlijn de nieuwe halte Neu Pudagla geopend.

### Zinnowitz - Peenemünde
| Serie | Treinsoort   | Route                  | Bijzonderheden |
| ----- | ------------ | ---------------------- | -------------- |
| RB 24 | Regionalbahn | Zinnowitz – Peenemünde |                |

De spoorlijn Zinnowitz - Peenemünde begint in station Zinnowitz en loopt via de haltes Trassenmoor en Karlshagen naar station Peenemünde. De spoorlijn is niet geëlektrificeerd en volledig in beheer bij de UBB.
Hier pendelt één treinstel van de UBB in een uurfrequentie met de rest van het eilandverkeer in Zinnowitz.

### Bijzonderheden

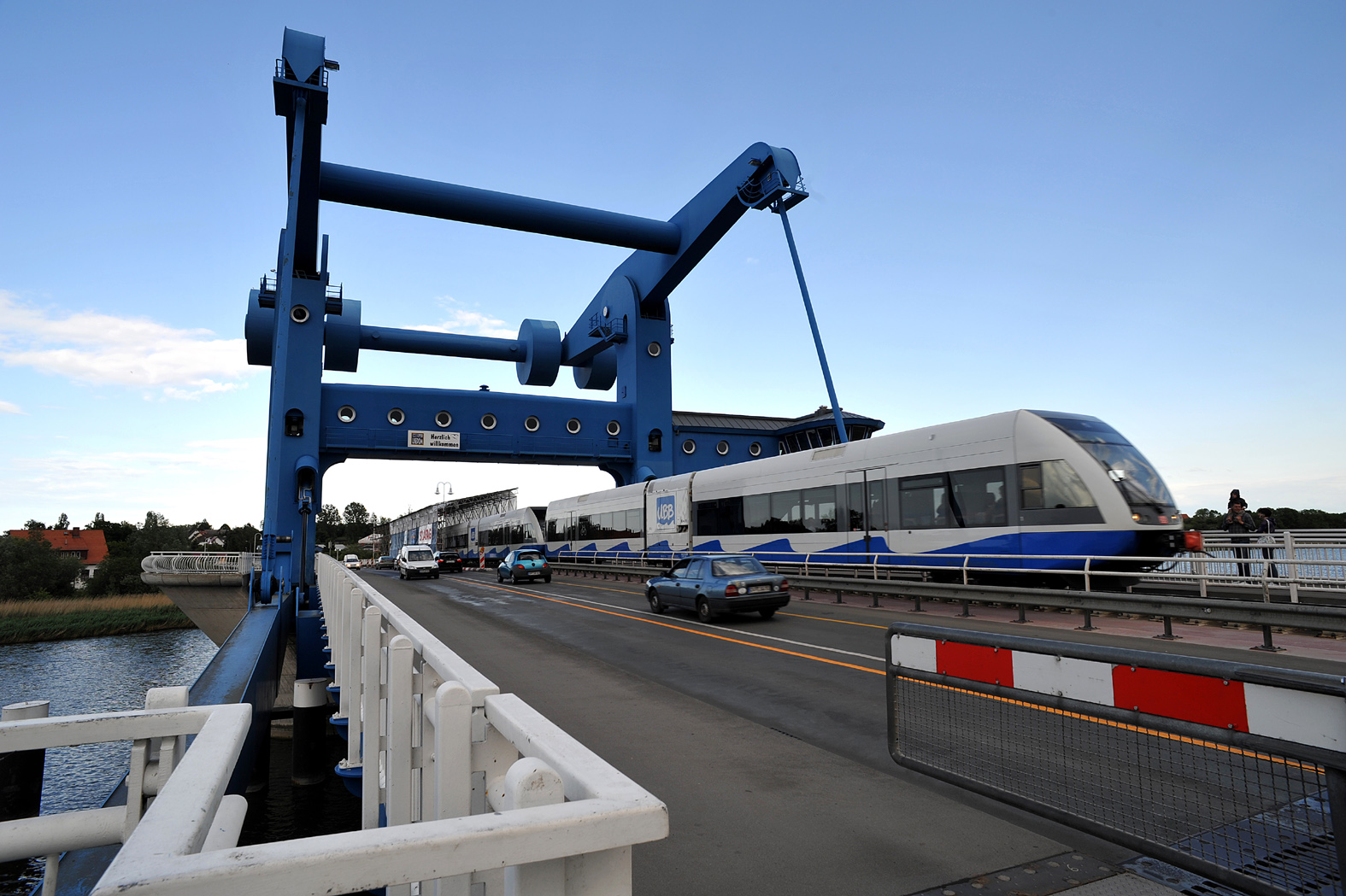
UBB-trein op de basculebrug tussen Wolgast en Usedom (2009)

De Peenebrücke Wolgast over de Peenestrom is een basculebrug waarbij zowel auto- als spoorverkeer overheen gaat. 
De UBB verkoopt geen kaarten voor overstappend verkeer naar de Deutsche Bahn, terwijl het wel een dochteronderneming van DB is. Voor de anderhalve kilometer lange verbinding van Ahlbeck Grenze tot Świnoujście is de UBB bouwer en beheerder van de infrastructuur op Pools gebied (via de Poolse dochteronderneming UBB Polska Sp.z o.o. in Świnoujście). De financiering van de bouwkosten van rond de €2,4 miljoen werd voor 90% door de Europese Unie en de deelstaat Mecklenburg-Voor-Pommeren betaald, de overige 10% door de Deutsche Bahn.

### Langeafstandsbussen
Sinds februari 2014 exploiteert de UBB ook langeafstandsbussen voor de verbindingen met Voor-Pommeren. Daarbij dient de Luchthaven Rostock-Laage als knooppunt van de busdiensten. Uiteindelijk is de overstapknoop vervallen door het schrappen van een aantal lijnen en zijn er nog twee buslijnen overgebleven, namelijk Usedom - Berlijn (dagelijks) en Usedom - Hamburg (vrijdag - maandag).

### Lijnbussen
Vanaf 1 januari 2016 rijdt de UBB diverse openbaarvervoerlijnen op Usedom en deels naar het vasteland. Deze lijnen werden voorheen door Ostseebus GmbH, Ahlbeck geëxploiteerd. De UBB had de concessie voor 10 jaar verworven. Het gaat om de volgende buslijnen:
| Lijn    | Route                                                                       |
| ------- | --------------------------------------------------------------------------- |
| 201     | Anklam - Usedom                                                             |
| 201A    | Usedom - Dargen - Ahlbeck - Heringsdorf                                     |
| 271     | Greifswald - Lühmannsdorf - Wolgast                                         |
| 272     | Wolgast - Karlshagen                                                        |
| 273     | Wolgast - Lütow                                                             |
| 274     | Wolgast - Lubmin                                                            |
| 281     | Ahlbeck - Heringsdorf - Bansin - Benz - Usedom                              |
| 282     | Zinnowitz - Koserow - Benz - Usedom                                         |
| 283     | Usedom - Warthe                                                             |
| 284     | Usedom - Dargen                                                             |
| 285     | Ahlbeck - Heringsdorf - Benz - Ückeritz - Benz - Dargen - Zirchow - Ahlbeck |
| 286     | Bansin - Heringsdorf - Ahlbeck - Kamminke                                   |
| 287     | Usedom - Karnin - Usedom                                                    |
| 290/291 | Bansin - Heringsdorf - Ahlbeck                                              |

## Materieel
De UBB zet 23 dieseltreinstellen van het type Baureihe 646.1 (Stadler GTW) in. Daarnaast heeft de UBB nog vier voormalige Oost-Duitse railbussen van de Deutsche Reichsbahn (Baureihe 771) voorhanden, maar deze worden niet in vaste dienst ingezet. Naast treinstellen heeft UBB nog een aantal touringcars voor de langeafstandsdiensten en verhuur.